# Alt Millars
L'Alt Millars, o la Conca del Millars, és una comarca valenciana interior i muntanyosa, amb capital a Cirat. Limita al nord i oest amb Aragó, a l'est amb l'Alcalatén i al sud amb la Plana Baixa i l'Alt Palància. Es tracta d'una de les dues comarques de l'interior de la província de Castelló de predomini lingüístic castellà.

## Municipis
Les dades bàsiques dels «22 municipis», amb les xifres de població del padró municipal d'habitants 2023, són:
| Municipi                 | Habitants (2023) | Sup. (km²) | Dens. (2023) (hab./km²) |
| ------------------------ | ---------------- | ---------- | ----------------------- |
| Montanejos               | 603              | 37,8       | 14,9                    |
| Vilafermosa              | 488              | 108,9      | 4,4                     |
| Montant                  | 399              | 34,1       | 10,8                    |
| Cortes d'Arenós          | 304              | 80,6       | 3,7                     |
| Fanzara                  | 294              | 35,0       | 7,8                     |
| Cirat                    | 223              | 41,1       | 5,0                     |
| Aiòder                   | 178              | 24,4       | 6,3                     |
| Sucaina                  | 176              | 51,6       | 3,1                     |
| la Pobla d'Arenós        | 169              | 22,7       | 6,7                     |
| Aranyel                  | 165              | 19,2       | 7,9                     |
| Argeleta                 | 156              | 15,5       | 8,1                     |
| Lludient                 | 155              | 31,4       | 4,7                     |
| Torre-xiva               | 114              | 11,8       | 7,5                     |
| Toga                     | 112              | 13,5       | 7,1                     |
| Vilanova de Viver        | 110              | 6,0        | 10                      |
| el Castell de Vilamalefa | 109              | 37,7       | 2,7                     |
| les Fonts d'Aiòder       | 98               | 10,9       | 8,2                     |
| Vilamalur                | 95               | 19,5       | 5,2                     |
| Espadella                | 90               | 12,0       | 5,8                     |
| Torralba                 | 69               | 21,2       | 2,9                     |
| Vallat                   | 66               | 5,0        | 10,2                    |
| la Font de la Reina      | 59               | 7,5        | 6,8                     |
| l'Alt Millars            | 4.232            | 667,0      | 6,3                     |

## Llocs d'interés

### Als nuclis urbans
- Aiòder: Torre campanar de l'antic convent de dominics d'Aiòder, del segle XVII-XVIII.
- Argeleta: Torres del palau de Zayd Abu Zayn, de l'època medieval.
- Cirat: Torre del palau dels comtes de Cirat, de l'edat Mitjana.
- Montanejos: Torre de planta quadrada integrada en una façana, de l'època islàmica.
- Montant: Convent dels Servites, del segle XVII-XVIII.
- Torre-xiva: Torre islàmica de planta circular.
- Vilafermosa: Església de la Nativitat, del segle xviii, on es conserven retaules dels segles xiv i xv i algunes peces del segle xvi.

### Als termes municipals

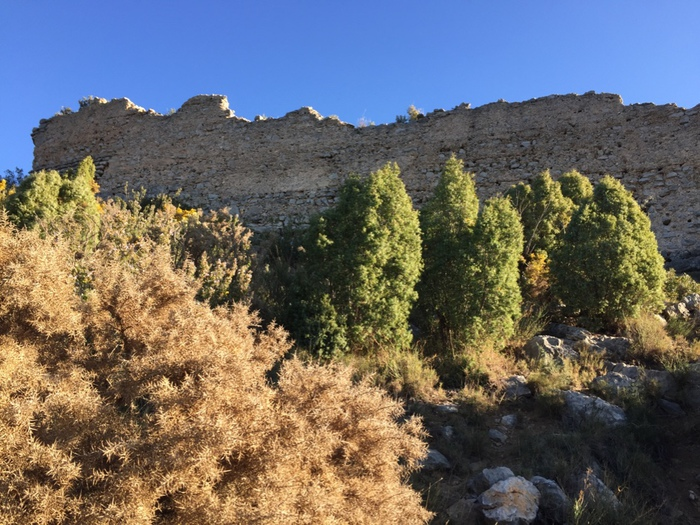
Llenç de la muralla del castell del Bou Negre

- Llenç de la muralla del castell del Bou NegreAiòder: Castell, d'origen islàmic. Se situa als afores de la localitat, al cim d'un tossal i per damunt de la font Larga. I el mas dels Frares, ubicat al coll dels Frares, a prop del cim de la Mola.
- Aranyuel: el Campero, cim més alt del municipi de 919 m.s.n.m. Sobre el qual està assentat el poble. El Pozo, zona de bany amb un antic molí abandonat i una preciosa vista del bosc de ribera.
- Argeleta: Castell del Bou Negre, també de l'època musulmana. Està ubicat al cim de la Muela, on també s'han trobat restes iberes i romanes.
- Cirat: El barranc de les Salinas, pròxim a la localitat, on hi ha diverses piscines naturals, i el castell, d'origen islàmic, situat per damunt del susdit barranc.
- Espadella: Penya Saganta (723 msnm), al vessant nord de la qual, mirant el poble, recau el castell, construït pels musulmans.
- Les Fonts d'Aiòder: El Pozo Negro, concorreguda piscina natural al llit de la rambla del Catalán, prop del terme municipal de Torralba.

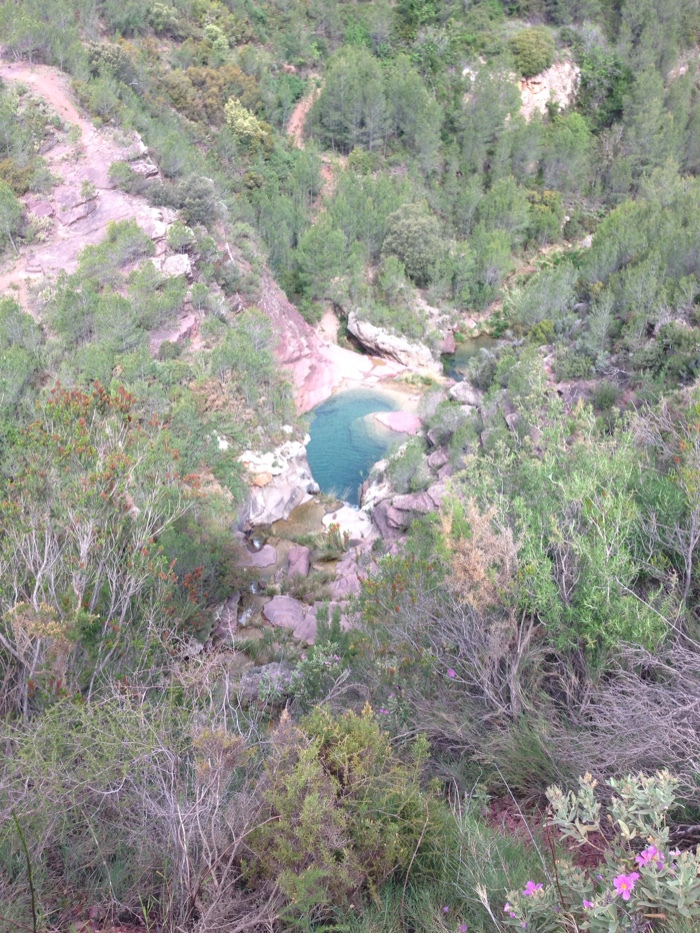
El Pozo Negro, a les Fonts d'Aiòder

- El Pozo Negro, a les Fonts d'AiòderLludient: Torre de la Giraba, de l'època islàmica, ubicada a prop de la pedania de la Giraba, d'on pren el nom.
- La Pobla d'Arenós: Castell d'Arenós, també dit de la Vinyaza, documentat des del segle xii. S'hi han trobat restes de l'edat del Bronze i de l'època ibera.
- Sucaina: Ermita de Santa Anna, del segle xviii, situada a la vora de la carretera CV-195, i masia de la Chirivilla, d'origen islàmic, on es conserva el basament d'una torre de planta quadrada.
- Vilafermosa: Ermita de Sant Bartomeu, renovada al segle xviii. Està ubicada a tocar de la carretera CV-190, entre Vilafermosa i Sant Vicent.
- Los Estrechos

## Mancomunitats
La majoria dels municipis de l'Alt Millars estan integrats en dues mancomunitats, la de l'Espadà-Millars (Aiòder, Argeleta, Espadella, Fanzara, les Fonts d'Aiòder, Toga, Torralba, Torre-xiva, Vallat i Vilamalur) i la Intermunicipal de l'Alt Millars (Aranyel, el Castell de Vilamalefa, Cirat, Cortes d'Arenós, Lludient, Montant, Montanejos, la Pobla d'Arenós i Sucaina).

## Vies de comunicació
La principal via de comunicació de l'Alt Millars és la carretera CV-20, que comunica la localitat de Vila-real, a la Plana Baixa, amb la Pobla d'Arenós, a tocar de la frontera amb Aragó. De fet, en deixar arrere Onda, l'últim poble de la Plana, la carretera rep el nom de carretera paisajística del Mijares. La CV-194 (Fanzara-El Castell de Vilamalefa) i la CV-190 (L'Alcora - Cortes d'Arenós) completen la xarxa viària més destacada de la comarca.